# 赭灰蝶
赭灰蝶（學名：Ussuriana michaelis），又名寶島小灰蝶、寶島灰蝶。是一種屬於灰蝶科的蝴蝶。本種由查爾斯·奧貝蒂爾於1881年描述。分布於俄羅斯遠東地區（濱海邊疆區）、中國、韓國及台灣。

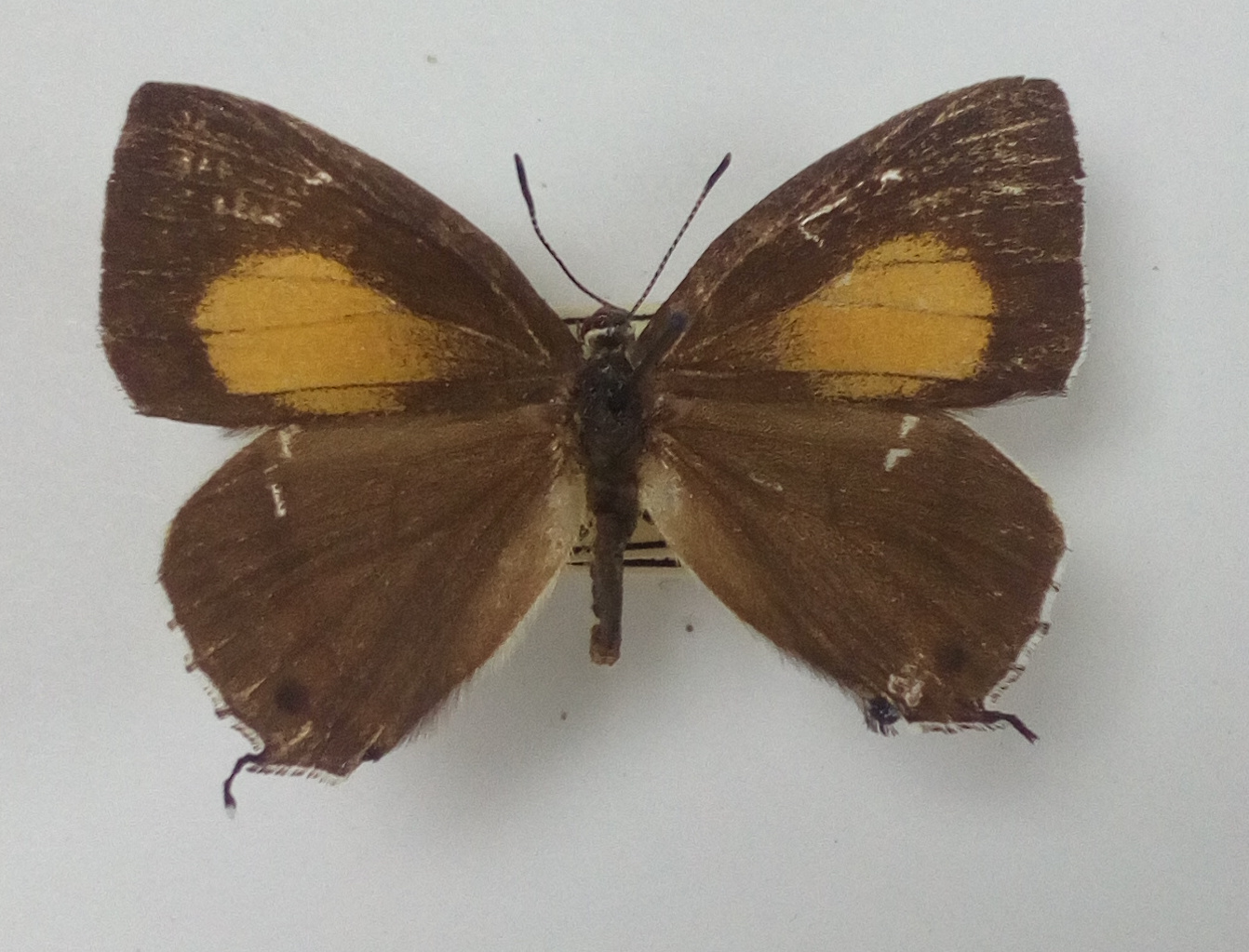
Ussuriana michaelis michaelis 標本。濱海邊疆區

## 亞種
- Ussuriana michaelis michaelis
- Ussuriana michaelis gabrielis (Leech, 1894)
- Ussuriana michaelis kham N. Nakamura & Wakahara, 2001（寮國）
- Ussuriana michaelis okamensis Fujioka, 1992（中國：廣東）
- Ussuriana michaelis secunda Fujioka, 1992（中國：四川）
- Ussuriana michaelis takarana （台灣）